# 이윤형 (1979년)
이윤형(李尹馨, 1979년 4월 26일 ~ 2005년 11월 18일)은 대한민국의 삼성그룹 회장 이건희의 막내딸로, 2005년 미국 유학 중 자살로 생을 마감했다.

## 학력
- 예원학교 음악과 졸업
- 대원외국어고등학교 프랑스어과 졸업
- 이화여자대학교 불어불문학 학사
- 뉴욕대학교 대학원 예술경영학 제적[1]

## 생애
1979년 4월 26일 삼성그룹 회장 이건희와 부인 홍라희 사이에서 1남 3녀 중 막내로 태어난 그녀는 1998년 대원외국어고등학교와 2002년 이화여자대학교 불문과를 졸업하였고 세간에는 알려진 것이 거의 없었다. 다만 집안 사정을 외부에 알리지 않는 것으로 정평이 나있는 삼성가의 딸로서 자신의 일상을 싸이월드 미니홈피에 공개하여 누리꾼 사이에서 화제가 되기도 하였다. 그녀는 대학 졸업 후 2005년 9월부터 뉴욕대에서 예술 경영을 공부하였다. 당시 삼성에버랜드 지분 8.37%와 삼성네트웍스 주식 292만주와 삼성SDS 주식 257만주를 보유 중이었다.
초기 기사는 미국 현지에서 교통사고로 사망한 것으로 보도되었으나 이후 자살로 밝혀졌다. 11월 18일 밤 유학중인 뉴욕 맨해튼 근처 숙소에서 스스로 목을 맨 채 발견되어 병원으로 옮겨졌으나 만 26세의 나이로 세상을 떠났다. 미국 뉴욕 경찰은 시신의 부검을 실시한 결과 목에 줄을 맨 흔적 외에는 별다른 상처가 없는 점으로 미뤄 자살로 결론지었다.
2006년 그녀가 보유하였던 삼성에버랜드 지분 8.37% 중 4.12%는 2006년 5월 18일 삼성이건희장학재단에 기부되었고, 나머지 4.25%는 정부에 헌납되었다. 삼성네트웍스 주식 292만주와 삼성SDS 주식 257만주(4.57%)도 전량 장학재단으로 넘겨졌다.

## 가족 관계
- 할아버지 : 이병철 (1910 ~ 1987)
- 할머니 : 박두을 (1907 ~ 2000)
- 외할아버지 : 홍진기 (1917 ~ 1986)
- 외할머니 : 김윤남 (1924 ~ 2013)
  - 아버지 : 이건희 (1942 ~ 2020)
  - 어머니 : 홍라희 (1945 ~ )
    - 오빠 : 이재용 (1968 ~ )
    - 전 올케언니 : 임세령 (1977년 ~)
    - 언니 : 이부진 (1970 ~ )
    - 전 형부 : 임우재 (1968 ~ )
    - 언니 : 이서현 (1973 ~ )
    - 형부 : 김재열 (1968 ~ )